# برابری (شبکه تلویزیونی)
برابری تی‌وی یا تلویزیون برابری یک شبکۀ تلویزیونی است که توسط سازمان راه کارگر اداره می‌شود و برنامه‌های خود را از کشور آلمان پخش می‌کند. این شبکه از روز ۲۲ ژانویه ۲۰۱۰ (۲ بهمن ۱۳۸۸) پخش برنامه‌های خود را بر روی یوتیوب آغاز کرد و سپس آن را بر روی تلویزیون دیدگاه ادامه داد. از ۱ فوریۀ ۲۰۱۹ (۱۲ بهمن ۱۳۹۷) نیز برنامه‌های این شبکه به همراه سه شبکۀ تلویزیونی دمکراسی شورائی، کومله و پرتو بر روی شبکه‌ای تلویزیونی با عنوان آلترناتیو شورایی بر روی ماهوارۀ یاه‌ست پخش می‌شود.

## فرکانس
برابری تی‌وی در حال حاضر برنامه‌های خود را بر روی تلویزیون آلترناتیو شورایی بر روی ماهوارهٔ یاه‌ست بر روی فرکانس‌های زیر پخش می‌کند: 
- فرکانس ۱۱۹۵۷، سیمبل ریت ۲۷۴۸۰، پولاریزاسیون عمودی.[۱][۲][۳]

همچنین از طریق اینترنت و کانال این شبکۀ تلویزیونی بر روی یوتیوب نیز می‌توان آن را دریافت نمود.

## پخش برنامه
برنامه‌های تلویزیون برابری در روزهای سه‌شنبه، پنجشنبه و یکشنبه هر بار به مدت دو ساعت از ساعت ۲۱:۳۰ تا ۲۳:۳۰ (به وقت تهران) پخش و در سایر روزهای هفته نیز چند بار بازپخش می شود.
جدول پخش برنامۀ شبکۀ تلویزیونی برابری بدین صورت است:
| روز هفته | بامداد              | صبح                | بعدازظهر                 | شب                |
| -------- | ------------------- | ------------------ | ------------------------ | ----------------- |
| شنبه     | ۳:۳۰ تا ۵:۳۰ بامداد | ۹:۳۰ تا ۱۱:۳۰ صبح  | -                        | ۲۲:۳۰ تا ۲۳:۳۰ شب |
| یک‌شنبه   | ۴:۳۰ تا ۵:۳۰ بامداد | ۱۰:۳۰ تا ۱۱:۳۰ صبح | ۱۶:۳۰ تا ۱۷:۳۰ بعدازظهر  | ۲۱:۳۰ تا ۲۳:۳۰ شب |
| دوشنبه   | -                   | -                  | ۱۵:۳۰ تا ۱۵:۳۰ بعدازظهر  | -                 |
| سه‌شنبه   | ۳:۳۰ تا ۵:۳۰ بامداد | ۹:۳۰ تا ۱۱:۳۰ صبح  | -                        | ۲۱:۳۰ تا ۲۳:۳۰ شب |
| چهارشنبه | -                   | -                  | ۱۵:۳۰ تا ۱۷:۳۰ بعدازظهر  | -                 |
| پنج‌شنبه  | ۳:۳۰ تا ۵:۳۰ بامداد | ۹:۳۰ تا ۱۱:۳۰ صبح  | -                        | ۲۱:۳۰ تا ۲۳:۳۰ شب |
| جمعه     | -                   | -                  | ۱۵:۳۰ تا ۱۷:۳۰ بعداز ظهر | -                 |